# Judith Suminwa Tuluka
Judith Suminwa Tuluka, née le 19 octobre 1967, est une femme d'État congolaise (RDC), Première ministre depuis le 12 juin 2024.
Ministre du Plan au sein du gouvernement Lukonde II, elle est ensuite désignée par le président Félix Tshisekedi le 1er avril 2024 à la tête du gouvernement de la RDC, devenant alors la première femme de l'histoire de la république démocratique du Congo à exercer à cette fonction.

## Biographie

### Famille
Judith Suminwa Tuluka naît le 19 octobre 1967 dans la province du Kongo Central. Elle est mariée et mère de deux enfants : un garçon (23 ans) et une fille (19 ans) au moment de sa nomination comme Première ministre de la république démocratique du Congo (avril 2024).

### Formation et parcours professionnel
Judith Suminwa est titulaire d'un diplôme de graduat en comptabilité de l'École de promotion et de formation continue (EPFC) de Bruxelles, d'une licence en sciences économiques appliquées (option: gestion financière) des Facultés universitaires catholiques de Mons et d'un master en sciences du travail (orientation : travail dans les pays en développement) de l'Université libre de Bruxelles (ULB). Elle travaille dans le secteur bancaire, avant de rejoindre les agences des Nations unies, dont le PNUD, où elle devient experte nationale dans un projet d'appui communautaire dans l'Est du pays dénommé STEP. Elle exerce ensuite au cabinet du ministère du Budget, avant de devenir la coordonnatrice adjointe du Conseil présidentiel de veille stratégique (CPVS).

### Carrière politique

#### Ministre du Plan

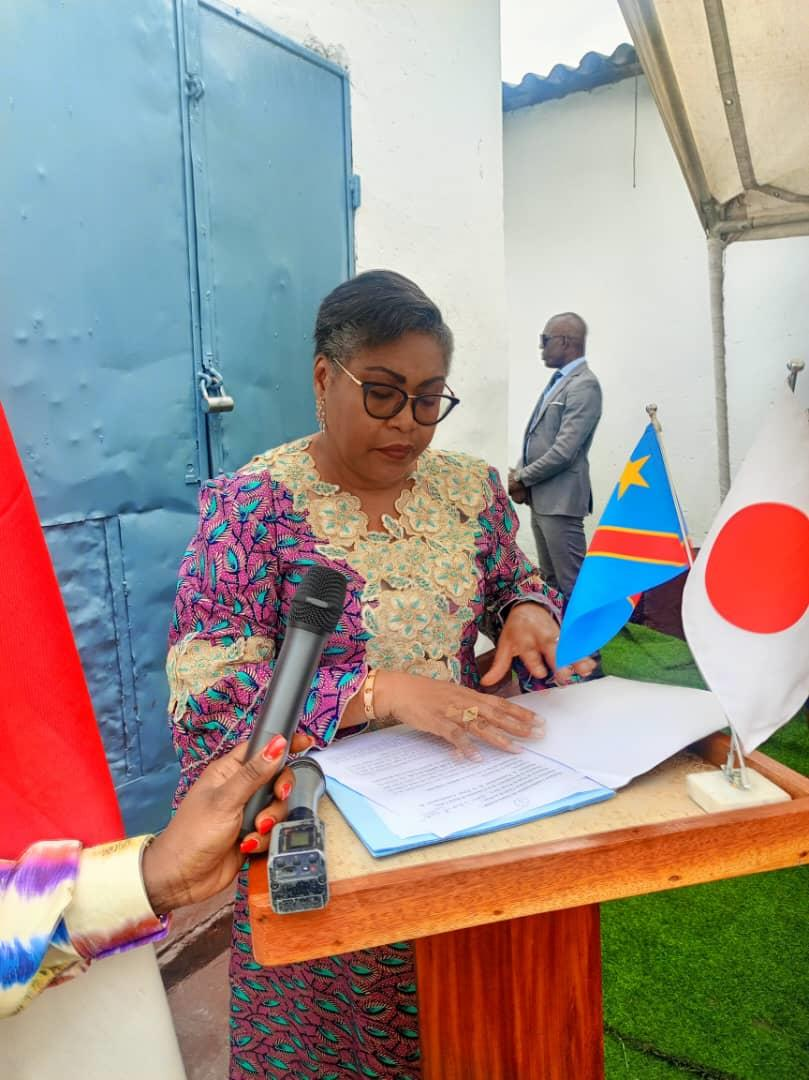
Judith Suminwa Tuluka en 2023.

Judith Suminwa Tuluka est nommée ministre du Plan au sein du gouvernement Lukonde II, le 24 mars 2023,.

#### Première ministre
À la suite de la démission, le 21 février 2024, de Jean-Michel Sama Lukonde, Judith Suminwa Tuluka est nommée au poste de Premier ministre par le président de la république Félix Tshisekedi le 1er avril 2024, trois mois après le début de son second mandat. Elle devient la première femme nommée Première ministre de la république démocratique du Congo,,,.
Elle prend ses fonctions dans un contexte sécuritaire tendu dans le pays, avec l'intensification des combats au Nord-Kivu, notamment contre le groupe rebelle M23.
Son gouvernement est constitué de 54 ministres, celui de son prédécesseur en comptait 57.
L'investiture de son gouvernement se déroule le 11 juin 2024 à l'Assemblée nationale,.